# 新撰字鏡
『新撰字鏡』（しんせんじきょう）は、平安時代に編纂された字書の名。現存する漢和辞典としては最古のもの。

## 概要
平安時代の昌泰年間（898年～901年）に僧侶・昌住が編纂したとされる。892年（寛平4年）に3巻本が完成したとされるが、原本や写本は伝わっていない。3巻本をもとに増補した、12巻本が昌泰年間に完成したとされ、写本が現存する。12巻本には約21,000字を収録。
古い和語を多く記しており、古代日本における漢字受容を知り得る資料として、日本語学史上きわめて重要である。また、平安時代になると失われた上代特殊仮名遣のうちコの甲乙を区別していることでも知られる。

## 諸本
享和本
18世紀後半に村田春海によって再発見され、1803年に刊行された。和訓をつけた漢字だけを抜き出した抄録本で、部首を107に分類している。
天治本
天治元年（1124年）の写本で、唯一の完本。1856年～1858年に発見された。和訓の付いた字は3,000字以上あり、部首を160に分類している。
群書類従本
塙保己一の『群書類従』に収められている抄録本。

## 構成
部首内の漢字は規則的に配列されてはおらず、同じ部首を持つ熟語では、二文字をひとつの項目として扱っている。読みを反切で示してから、字義を類義の漢字で説明するほか、万葉仮名で和訓を付けているものもある。
本居宣長は『玉勝間』の中で「あつめたる人のつたなかりけむほど、序の文のいと拙きにてしるく」「其字ども多くは世にめなれず、いとあやし」（巻14）と酷評しているが、著者は部首分けの上で部類立ての字類のようなものを構想していたとみられ、配列上の混乱は彼の独創性の裏返しであったと見られている。

## 影印本
- 京都大学文学部国語学国文学研究室編『古典索引叢刊4：新撰字鏡国語索引』京都大学文学部国語学国文学研究室、1958年11月。
- 京都大学文学部国語学国文学研究室編『天治本新撰字鏡：増訂版』臨川書店、1967年12月。
- 古辞書叢刊刊行会編『新撰字鏡：全』雄松堂〈原装影印版古辞書叢刊〉、1976年9月。
- 大谷女子大学資料館編『京都国立博物館蔵本朝文粋巻第六：大谷女子大学図書館蔵新撰字鏡類韻』大谷女子大学資料館、1998年3月。

## 関連文献
- 吉田金彦『古辞書と国語』臨川書店、2013年5月。ISBN 9784653040590
- 高橋忠彦・高橋久子『日本の古辞書：序文・跋文を読む』大修館書店、2006年1月。ISBN 4469221775
- 大槻信『平安時代辞書論考：辞書と材料』吉川弘文館、2019年2月。ISBN 9784642085281
- 池田証寿『日本辞書史研究：草創と形成』汲古書院、2024年1月。ISBN 9784762936869
- 張磊『《新撰字鏡》研究』中国社会科学出版社、2012年6月。ISBN 9787516108840
- 貞苅伊徳『新撰字鏡の研究』汲古書院、1998年10月。ISBN 4762934232
- 李乃琦『一切経音義古写本の研究』汲古書院、2021年12月。ISBN 9784762936593